# Parlamentswahl in El Salvador 2009
Am 18. Januar 2009 fanden in dem mittelamerikanischen Land El Salvador Parlamentswahlen zur Asamblea Legislativa de la República de El Salvador statt.

## Ergebnisse
Die sozialdemokratische Frente Farabundo Martí para la Liberación Nacional (FMLN) ging mit 42,6 % (35 Sitze) deutlich vor der konservativen Alianza Republicana Nacionalista (ARENA) in Führung, die nur 38,6 % der Stimmen und 32 Sitze erreichte. Die Partido de Conciliación Nacional (PCN) konnte mit 11 Sitzen drittstärkste Kraft werden. Sie erreichte 8,8 %. Die christdemokratische Partido Demócrata Cristiano (PDC) erreichte 6,6 % der Stimmen und fünf Sitze. Cambio Democrático erreichte 2,0 % der Stimmen (1 Sitz), während Frente Democrático Revolucionario 1,0 % der Stimmen erhielt und keinen Sitz. PDC–FDR erreichte 0,4 % und verfehlte damit ebenfalls den Sprung ins Parlament.
| Amtliches Endergebnis                              | Amtliches Endergebnis | Amtliches Endergebnis | Amtliches Endergebnis | Amtliches Endergebnis | Amtliches Endergebnis |
| Partei                                             | Stimmen               | Prozent               | +/-                   | Mandate               | +/-                   |
| -------------------------------------------------- | --------------------- | --------------------- | --------------------- | --------------------- | --------------------- |
| Frente Farabundo Martí para la Liberación Nacional | 943.936               | 42,60 %               | + 2,9 %               | 35                    | + 3                   |
| Alianza Republicana Nacionalista                   | 854.166               | 38,55 %               | - 0,85 %              | 32                    | - 2                   |
| Partido de Conciliación Nacional                   | 194.751               | 8,79 %                | - 2,21 %              | 11                    | + 1                   |
| Partido Demócrata Cristiano                        | 146.904               | 6,63 %                | - 0,17 %              | 5                     | - 1                   |
| Cambio Democrático                                 | 46.971                | 2,12 %                | - 0,98 %              | 1                     | - 1                   |
| Frente Democrático Revolucionario                  | 21.154                | 0,95 %                | + 0,95 %              | 0                     | +/- 0                 |
| PDC–FDR                                            | 7.707                 | 0,35 %                | + 0,35 %              | 0                     | +/- 0                 |
| Wahlbeteiligung                                    | 2.215.589             | 100 %                 | - 3,2 %               | 84                    |                       |

Die Wahl ist demokratisch abgelaufen.

## Haltung der USA
Die US-Regierung unter Barack Obama bekräftigte im Vorfeld der kurz darauf stattfindenden Präsidentenwahlen in El Salvador ihre Neutralität und ihren Willen, jedes Wahlergebnis zu akzeptieren. Damit stand sie im Gegensatz zur Vorgängerregierung unter George W. Bush. Dessen Sondergesandter für die westliche Hemisphäre Otto Reich hatte bei einer vorangegangenen Wahl eine Verschlechterung der bilateralen Beziehungen im Falle eines FMLN-Wahlsiegs angedroht.
Eine Gruppe von republikanischen US-Kongressabgeordneten forderte gleichwohl Sanktionen gegen El Salvador für den Fall, dass die sozialdemokratische FMLN bei den anschließenden Präsidentschaftswahlen im März 2009 auch das Präsidentenamt gewinnen sollte.